# Nageia wallichiana
Nageia wallichiana — вид хвойних рослин родини подокарпових.

## Поширення, екологія
Країни поширення: Бруней-Даруссалам, Камбоджа, Китай (Юньнань), Індія (Ассам, Керала, Нікобарські о-ви), Індонезія (Ява, Калімантан, Молуккські острови, Папуа, Сулавесі, Суматра), Лаос, Малайзія (півострів Малакка, Сабах, Саравак), М'янма, Папуа Нова Гвінея (головний острів), Філіппіни, Таїланд, В'єтнам. Це найбільш поширений вид в роді Нагейя і, можливо, також один з найбільш по-справжньому тропічних з усіх хвойних. Зустрічається від рівня моря до 2100 м над рівнем моря.

## Опис
Дерево 10–54 м у висоту, 7–60 см у діаметрі, чисте до 30 м. Листя досить мінливе як на неповнолітніх так і дорослих рослинах з більшими листками у тіні, 6–14(23) × 2–5(9) см, у 2 чи в 6 разів більші в довжину ніж ширину. Пилкові шишки розміром 8–18 × 3–4 мм. Насіннєві структури м'ясисті, темно-фіолетові або чорні при дозріванні. Насіння з його покриттям 15–18 мм у діаметрі.

## Використання
Вид високо цінується як дерево деревини, особливо там, де росте як високе, пряме дерево. Довга деревина розпилюється на дошки для будівництва (в основному домобудівного); інші види використання деревини: фанера, шпон, внутрішнє оздоблення, меблі, а іноді будівництво невеликих каное. Малі стебла використовуються для домашнього начиння, барабанних паличок і т. д. Листя використовуються у В'єтнамі як ліки від кашлю. Його не вирощують, окрім як у кількох ботанічних садах.

## Загрози та охорона
Вирубки й досі чинять негативний вплив на загальну чисельність населення зрілих дерев. Цей вид зустрічається в декількох ПОТ.